# Вяткин, Рудольф Всеволодович
Рудо́льф Все́володович Вя́ткин (6 марта 1910, Базель, Швейцария — 10 октября 1995, Москва) — советский и российский востоковед, переводчик, специалист по китаистике. Кандидат исторических наук (1949), доцент кафедры китайского языка (1951).

## Биография
Родился 6 марта 1910 года в Базеле (Швейцария) в семье политического эмигранта, сибирского казака. После Февральской революции семья вернулась в Россию.
В 1928 году Рудольф Вяткин недолго проработал техником на новосибирском заводе «Сибсельмаш». Затем несколько лет прослужил рядовым красноармейцем в Особой Дальневосточной армии, под командованием В. К. Блюхера. После окончания в 1939 году китайского отделения Восточного факультета Дальневосточного государственного университета в течение 17 лет преподавал, — сначала на курсах военных переводчиков Тихоокеанского флота, а с 1943 года, после перевода в Москву — в Военном институте иностранных языков, где он возглавил кафедру китайского языка, одновременно читая курс лекций по древней истории Китая в Московском институте востоковедения. В составе группы советских китаеведов участвовал в переводе на русский язык избранных произведений Мао Цзэдуна.
В 1949 году, работая в Военном институте иностранных языков (ВИИЯ), Вяткин защитил кандидатскую диссертацию по истории на тему: «Англо-китайские отношения в период от Вашингтонской конференции до захвата Японией Маньчжурии», в 1951 стал доцентом кафедры китайского языка ВИИЯ.
С 1956 по 1958 работал научным сотрудником Института китаеведения, позднее — старший научный сотрудник Института востоковедения АН СССР.
Принимал активное участие в X (Марбург, 1957), XI (Падуя, 1958) и XVII (Лидс, 1965) международных конференциях синологов, а также XXV Международном конгрессе востоковедов в Москве в 1960 году.
Внёс вклад в изучение китайского языка и методики его преподавания. Основные научные труды посвящены истории Китая, китайской революции 1925—1927, англо-китайским отношениям после 1-й мировой войны, китайской историографии. В переводе Вяткина и с его комментариями и примечаниями были изданы «Исторические записки („Ши цзи“)» Сыма Цяня (т. 1—6, М., 1972—1992).
Автор более 120 работ и научных статей, а также учебных пособий по китайскому языку. Неоднократно награждался орденами и медалями СССР.
Скончался 10 октября 1995 года, похоронен в Москве на Хованском кладбище (Центральная территория).
- Сын: Анатолий Рудольфович Вяткин (1946—2015) — историк, социолог.
- Внук: Максим Михайлович Мейер (род. 1967) — политик, социолог.

## Основные работы
- Китайская революция 1925—1927 года и английский империализм
- Учебное пособие по китайскому языку для 2 года обучения;
- Учебное пособие по китайскому языку в 2-х книгах
- Сыма Цянь. Исторические записки в 5 томах / Перевод
- Художественные аспекты «Исторических записок» Сыма Цяня

### Статьи
- «Последние колонии в Азии»
- «Историческая наука КНР на современном этапе»
- «Историки КНР о „Сыма Цяне“ и „Ши цзи“».